# Никольский, Владимир Павлович
Влади́мир Па́влович Нико́льский (14 (26) августа 1873 — 1960?) — русский офицер, Генерального штаба генерал-майор, начальник Штаба Отдельного корпуса жандармов (14 (27) августа 1913 — 30 апреля (13 мая) 1917).

## Биография
Родился в 1873 году. Окончил в 1890 году курс в Оренбургском Неплюевском кадетском корпусе и в 1893 году Михайловское артиллерийское училище по первому разряду. Выпущен в 3-ю гвардейскую и гренадерскую артиллерийскую бригаду, с прикомандированием к гвардейским батареям той же бригады, подпоручиком гвардии. В 1897 году произведён в поручики гвардии.
В 1899 году окончил Николаевскую академию Генштаба по первому разряду, произведён в штабс-капитаны гвардии и причислен к генеральному штабу.
С 1 декабря 1899 года по 15 февраля 1900 года — временно исправляющий должность старшего адъютанта 1-й гренадерской дивизии.
22 июня 1900 года, причисленный к генеральному штабу, лейб-гвардии 3-й артиллерийской бригады штабс-капитан Никольский переведён в генеральный штаб, капитаном, с назначением помощником старшего адъютанта штаба Московского военного округа.
Состоял в Московском военном округе: с 22 июня 1900 по 3 декабря 1903 года — помощник старшего адъютанта штаба МВО, с 25 мая по 29 июня 1905 — штаб-офицер для особых поручений при штабе МВО, с 29 июня 1905 по 3 июля 1911 года — старший адъютант штаба Московского военного округа. Цензовое командование ротой отбывал в 7-м гренадерском Самогитском полку с 3 ноября 1901 по 15 ноября 1902). Цензовое командование батальоном отбывал в 6-м гренадерском Таврическом полку с 26 мая по 3 октября 1908.
В 1903—1913 годы состоял в прикомандировании к Московским военным учебным заведениям, для преподавания военных наук: Московскому военному училищу (03.12.1903—25.05.1905) и Александровскому военному училищу (03.04.1911—06.07.1913).
29 августа 1912 года, состоящему в прикомандировании к Александровскому военному училищу, для преподавания военных наук, генерального штаба полковнику Никольскому в числе других членов особого комитета объявлено Высочайшее благоволение, за труды, понесённые им в Высочайше утверждённом особом комитете по устройству в городе Москве музея 1812 года. 10 марта 1913 года в числе других объявлено Высочайшее благоволение, за труды по сооружению памятника генерал-лейтенанту Скобелеву в городе Москве.
С 6 июля по 14 августа 1913 года — штаб-офицер для поручений при штабе 7-го армейского корпуса. Приказом по Главному управления генерального штаба за № 188 от 18.07.1913 командирован в распоряжение командира Отдельного корпуса жандармов. 22 июля 1913 года приказом командующего Отдельным корпусом жандармов назначен исправляющим вакантную должность помощника начальника штаба, а также и временно исправляющим должность начальника штаба Отдельного корпуса жандармов.
14 августа 1913 года, штаб-офицер для поручений при штабе 7-го армейского корпуса, полковник генерального штаба Никольский назначен начальником штаба Отдельного корпуса жандармов. 6 мая 1915 года, за отличие по службе, произведён в генерал майоры.
После отчисления от должности свиты Его Величества генерал-майора Джунковского и до вступления в должность нового назначенного командующего, генерал-майора графа Татищева — временно командующий Отдельным корпусом жандармов с 10 сентября.
7 (20) марта 1917 года после сообщения товарища министра внутренних дел Д. М. Щепкина, исполняющего обязанности министра, о действиях начальника штаба и чинов штаба Отдельного корпуса жандармов, Временное правительство постановило арестовать начальника штаба Отдельного корпуса жандармов генерал-майора Владимира Павловича Никольского и чинов названного Штаба, проживающих в доме № 40 по Фурштатской улице, и поручило министру юстиции выполнение данного постановления.
13 апреля 1917 года опубликовано постановление Временного правительства об упразднении Отдельного корпуса жандармов, включая и жандармские полицейские управления железных дорог.
30 апреля 1917 года начальник штаба упразднённого Отдельного корпуса жандармов, генерал-майор Никольский, назначен в резерв чинов при штабе Петроградского военного округа.
В ноябре 1918 находился на Украине.
В 1920 году начальник военного управления правительства Юга России. Участник Крымской эвакуации.
После Гражданской войны жил в эмиграции в Болгарии.

## Семья и личная жизнь
Был женат. Имел 2 детей.

## Послужной список
- 29.08.1890 — вступил службу.
- 05.08.1891 — подпоручик (ст. 05.08.1891).
- 07.08.1893 — гвардии подпоручик 3-й гвардейской и гренадерской артиллерийской бригады (ст. 07.08.1893).
- 06.12.1897 — поручик лейб-гвардии 3-й артиллерийской бригады (ст. 07.08.1897).
- 02.06.1899 — штабс-капитан лейб-гвардии 3-й артиллерийской бригады (ст. 02.06.1899).
- 22.06.1900 — капитан генерального штаба (ст. 02.06.1899; переименован из штабс-капитанов гвардии).
- 28.03.1904 — подполковник генерального штаба (ст. 28.03.1904; за выслугу лет).
- 06.12.1908 — полковник генерального штаба (ст. 06.12.1908; за отличие по службе).
- 06.05.1915 — генерал-майор генерального штаба (ст. 06.05.1915; за отличие по службе).

## Награды
- 06.12.1901 — орден Святого Станислава 3-й степени
- 06.12.1905 — орден Святой Анны 3-й степени
- 14.09.1906 — орден Святого Владимира 4-й степени
- 06.12.1908 — полковник.
- 06.12.1911 — орден Святого Станислава 2-й степени
- 29.08.1912 — Высочайшее благоволение (за труды, понесённые им в Высочайше утверждённом особом комитете по устройству в гор. Москве музея 1812 года)
- 11.03.1913 — Высочайшее благоволение (за труды по сооружению памятника генерал-лейтенанту Скобелеву в гор. Москве)
- 06.12.1913 — орден Святого Владимира 3-й степени
- 22.03.1915} — подарок с вензельным изображением Имени Его Императорского Величества
- 06.05.1915 — генерал-майор
- 06.12.1915 — орден Святого Станислава 1-й степени (за отлично-ревностную службу и особые труды, вызванные обстоятельствами текущей войны)
- 06.12.1916 — орден Святой Анны 1-й степени (за отлично-ревностную службу и особые труды, вызванные обстоятельствами текущей войны)

## Сочинения
- «Бородинская битва и ее 100-летний юбилей». 24-26 августа 1812—1912: Альбом: Текст сост. Ген. штаба полк. Вл. П. Никольский. — Москва: Моск. книгоиздател. т-во «Образование», 1913.
- Никольский В. П. Сарыкамышская операция: 12—24 декабря ст.ст. 1914 года. София, 1933.